# The Time is now – Jetzt ist die Zeit
The Time is now – Jetzt ist die Zeit ist ein Dokumentarfilm des DEFA-Studios für Dokumentarfilme von Eduard Schreiber aus dem Jahr 1987.

## Handlung
Der Film beginnt mit einer Mitteilung des Nationalen Verteidigungsrates der DDR im Rundfunk vom 25. Oktober 1983, in der die Bevölkerung darüber informiert wird, dass entsprechend einer Vereinbarung zwischen der Regierung der Sowjetunion und der Regierung der Deutschen Demokratischen Republik auf dem Territorium der DDR mit den Vorbereitungsarbeiten zur Stationierung von Raketenkomplexen operativ-taktischer Bestimmung begonnen wird.
Über mehrere Wochen fährt das Filmteam durch die DDR und sucht Gespräche und Beobachtungen zum Thema Frieden. Die Interviews werden immer wieder durch Lieder mit Etta Cameron und Einblendungen mit Erläuterungen Eduard Schreibers und Rolf Richters unterbrochen, in denen beide ihre Gedanken über den Sinn und Zweck des Films kundtun.
Die erste Gesprächspartnerin ist die Übersetzerin Georgia Peet, die als Kommunistin 19-jährig in das KZ Ravensbrück gebracht wird. Hier verliert sie ihr unbeschwertes Lebensglück, bis sie letztlich durch die kameradschaftliche Hilfe einer holländischen, christlichen Widerstandskämpferin gelernt hat, ihr Leben, ihre Selbstachtung, ihr Menschsein zu verteidigen. Ein großes Problem für die Frauen im Konzentrationslager war, sich vor anderen nackt zu zeigen. Die Holländerin hat ihre Scham überwunden, als sie sich sagte, dass Jesus Christus, als er am Kreuz starb, auch nackt war. Von anderen Häftlingen lernte Georgia, dass Körperpflege eine der wichtigsten Sachen im Überlebenskampf ist und was Freundlichkeit bedeutet. Sie hat aber im KZ die Fähigkeit verloren, glücklich zu sein.
Bei Dessau trifft das Team den Toxikologen und Chemiker Prof. Dr. Karlheinz Lohs zum Gespräch, der in dieser Gegend 30 Jahre zuvor den Auftrag bekommen hat, die wissenschaftliche und technische Lösung zur Vernichtung der chemischen Kampfstoffbestände aus der faschistischen Zeit aufzubauen und zu leiten. Diese Aufgabe nimmt, statt der veranschlagten zwei Jahre, sechs Jahre in Anspruch und ihm wird klar, dass der Einsatz dieser Waffen zum Ende des Zweiten Weltkriegs ein verwüstetes und unbewohnbares Europa bedeutet hätte. Im Grunde nimmt ihn diese Aufgabe bis zum Zeitpunkt des Interviews in Anspruch, denn er sieht weiterhin seine Hauptaufgabe in der Ächtung und Vernichtung von chemischen Kampfmittelbeständen in der ganzen Welt, da trotz der bekannten Gefahr weiterhin an der Entwicklung chemischer Waffen gearbeitet wird. Als überzeugter Marxist hält Lohs ein großes Plädoyer für die Toleranz gegenüber Andersdenkenden, denn Toleranz ist kein Zeichen der Schwäche, sondern ein Zeichen eines eigenen Standpunktes, einer starken Position.
Den evangelischen Pfarrer Jan Laser aus Königswartha lernen wir bei einer Taufe kennen. In seiner Predigt ruft er die Gläubigen dazu auf, sich darüber im Klaren zu sein, dass die Friedensarbeit im Rahmen der christlichen Friedenskonferenz immer stärker die Arbeit der gesamten Kirchengemeinde prägen muss, was mit dem Blick auf die gegenwärtige Weltlage zusammenhängt. Der Pfarrer veranstaltet Friedensseminare mit seiner Gemeinde, in der er bereits seit 20 Jahren als Pfarrer tätig ist, und vielen ökumenischen Gästen, weil er überzeugt davon ist, dass ein Christ in der Gesellschaft zu tätiger Teilnahme an den alles entscheidenden Bemühungen um die Sicherung des Friedens gerufen ist.
Eines Tages bekommt Eduard Schreiber den Anruf, dass der Generalmajor Hans Unterdörfel der Nationalen Volksarmee für ein Gespräch zur Verfügung steht. Unterdörfel ist ein Truppengeneral, auf den das Team hartnäckig bestanden hat. Auf dem Weg zu einer militärischen Übung der von ihm geführten Division sagt er, dass sein wichtigster Wunsch für die Zukunft die Erhaltung des Friedens ist und der Vorschlag Gorbatschows, die Welt bis zum Jahr 2000 atomwaffenfrei zu machen, realisiert wird. Auf die Frage, ob er sich vorstellen kann, dass sein Beruf einmal abgeschafft wird, bejaht er diese, aber mit der Bemerkung, dass das noch ein langer Weg ist. Er denkt darüber nach, was er dazu beitragen kann, damit der von ihm mit Bewusstheit und Engagement ausgeübte Beruf eines Militärangehörigen eines Tages überflüssig wird, weil er seinen friedensverteidigenden militärischen Auftrag erfolgreich erfüllt hat.
Auf dem Residenzschloss Dresden lernen wir den jungen, in sich ruhenden und von seiner Arbeit besessenen Steinmetz Ralph Jeremias kennen. Er zeigt uns, welche Schäden der Zweite Weltkrieg an dem Gemäuer angerichtet hat, die er nun unter großer physischer Anstrengung und Genauigkeit mit seinem schweren und zugleich schönen Handwerk für eine friedvolle Ewigkeit restaurieren will.

## Produktion und Veröffentlichung
The Time is now – Jetzt ist die Zeit wurde in dreijähriger Arbeit unter dem Arbeitstitel Friedensfilm auf ORWO-Color gedreht. Die festliche Uraufführung erfolgte am 27. August 1987 im Berliner Kino International. In der Bundesrepublik wurde der Film am 18. Februar 1988 während einer Informationsveranstaltung der 38. Internationalen Filmfestspiele in West-Berlin erstmals aufgeführt.
Für die Dramaturgie war Richard Ritterbusch verantwortlich. Die Komposition für den Musiktitel The Time is now kam von Hannes Zerbe, den Text dafür schuf Rolf Richter und gesungen wurde er, wie auch die zahlreich anderen im Film vertretenen Titel, von Etta Cameron.
Der Film erschien 2019 zusammen mit sechs weiteren filmischen Arbeiten von Eduard Schreiber in der Edition Eduard Schreiber – Essayfilmer der DEFA bei Absolut Medien auf DVD.

## Kritik
In der Kritik von K. P. G. in der Neuen Zeit hieß es:

„Dieser Dokumentarfilm regt an und auf, weil er nicht vordergründig agitatorisch, nicht besserwisserisch belehrend oder gar demagogisch verzeichnend einherkommt.“

Im Neuen Deutschland meinte Dr. Volker Müller:

„Die Filmemacher fühlten sich nicht schlechthin als Berichterstatter, Chronisten, ‚Spurensicherer‘. Sie bringen sich selbst mit ihrer persönlichen Sorge und Mitverantwortung für Zustand und Perspektive der Welt sichtbar und bekenntnishaft in den Film ein. Diese Haltung findet ästhetisch ihren Niederschlag in originärer lyrischer Sprache sowie in optisch eindrucksvollen metaphorischen Bildern, in denen der Kameramann sein ausgeprägtes poetisches Stilgefühl ausweist.“

Das Lexikon des internationalen Films fand den Versuch bemerkenswert, mit eindringlichen, eher poetischen als realistischen Stimmungsbildern eigene Befindlichkeiten wiederzugeben, womit neue Wege im Dokumentarfilmschaffen der DDR beschritten wurden.